# Lorentzeva grupa
Lorentzeva grúpa [lórenceva ~] je v fiziki in matematiki grupa vseh Lorentzevih transformacij prostora-časa Minkowskega, klasično in kvantno okolje za vse (negravitacijske) fizikalne pojave. Imenuje se po nizozemskem fiziku Hendriku Antoonu Lorentzu (1853–1928).
Naslednji zakoni, enačbe in teorije na primer upoštevajo Lorentzevo simetrijo:
- kinematični zakoni posebne teorije relativnosti
- Maxwellove enačbe elektromagnetnega polja v teoriji elektromagnetizma
- Diracova enačba v teoriji elektrona
- standardni model fizike delcev

Lorentzeva grupa izraža osnovno simetrijo prostora in časa vseh znanih temeljnih zakonov narave. V dovolj majhnih območjih prostora-časa, kjer so gravitacijske spremembe zanemarljive, so fizikalni zakoni Lorentzevo invariantni na enak način kot posebna teorija relativnosti.

## Osnovne lastnosti
Lorentzeva grupa je podgrupa Poincaréjeve grupe – grupe vseh togih premikov (izometrij) prostora-časa Minkowskega. Lorentzeve transformacije so natančneje togi premiki, ki puščajo izhodišče nepomično. Lorentzeva grupa je torej podgrupa izotropije glede na izhodišče grupe togih premikov prostora-časa Minkowskega. Zaradi tega se Lorentzeva grupa včasih imenuje homogena Lorentzeva grupa, Poincaréjeva grupa pa nehomogena Lorentzeva grupa. Lorentzeve transformacije so primeri linearnih transformacij – splošni togi premiki prostora-časa Minkowskega so afine transformacije.

### Fizikalna definicija
Predpostavita se dva inercialna opazovalna sistema {\displaystyle (t,x,y,z)\!\,} in {\displaystyle (t',x',y',z')\!\,} ter dve točki {\displaystyle P_{1}\!\,}, {\displaystyle P_{2}\!\,} Lorentzeva grupa je množica vseh transformacij med obema opazovalnima sistemoma, ki ohranja hitrost svetlobe, širjajočo se med obema točkama:
{\displaystyle c^{2}(\Delta t')^{2}-(\Delta x')^{2}-(\Delta y')^{2}-(\Delta z')^{2}=c^{2}(\Delta t)^{2}-(\Delta x)^{2}-(\Delta y)^{2}-(\Delta z)^{2}\!\,.}
V matrični obliki so to vse takšne linearne transformacije {\displaystyle \Lambda \!\,}, da velja:
{\displaystyle \Lambda ^{\textsf {T}}\eta \Lambda =\eta \qquad \eta =\operatorname {diag} (1,-1,-1,-1)\!\,.}
Imenujejo se Lorentzeve transformacije.

### Matematična definicija
Matematično se lahko Lorentzevo grupo opiše kot nedoločeno ortogonalno grupo {\displaystyle \operatorname {O} (1,3)\!\,}, matrično Liejevo grupo, ki ohranja kvadratno formo:
{\displaystyle (t,x,y,z)\mapsto t^{2}-x^{2}-y^{2}-z^{2}\!\,}
na {\displaystyle \mathbb {R} ^{4}\!\,} (vektorski prostor, opremljen s to kvadratno formo se včasih zapiše kot {\displaystyle \mathbb {R} ^{1,3}\!\,}). Ta kvadratna forma se v fiziki, ko se jo postavi v matrično obliko (glej klasična ortogonalna grupa), interpretira kot metrični tenzor prostora-časa Minkowskega.

### Opomba o zapisu
Za Lorentzevo grupo se pogosto uporabljata tako zapisa {\displaystyle \operatorname {O} (1,3)\!\,} kot {\displaystyle \operatorname {O} (3,1)\!\,}. Prvi se nanaša na matrike, ki ohranjajo metrično signaturo z enim + in tremi −, drugi pa na metrično signaturo z enim − in tremi +. Ker skupni predznak metrike v definirajoči enačbi ni pomemben, sta nastali grupi matrik identični. Zdi se, da nekateri sektorji v sodobnem času spodbujajo uporabo zapisa (1,3) namesto (3,1), vendar se slednji še vedno pogosto uporablja v trenutni praksi in ga je uporabljal velik del zgodovinske literature. Vse, kar je opisano v tem članku, velja tudi za zapis {\displaystyle \operatorname {O} (3,1)\!\,}, mutatis mutandis. Ti premisleki se nanašajo tudi na sorodne definicije (npr. {\displaystyle \operatorname {SO} +(1,3)\!\,} proti {\displaystyle \operatorname {SO} +(3,1)\!\,}).

### Matematične lastnosti
Lorentzeva grupa je šestrazsežna kompaktna neabelova realna Liejeva grupa, ki ni povezana. Štiri povezane komponente niso enostavno povezane. Identična komponenta (to je koponenta, ki vsebuje identični element) Lorentzeve grupe je sama grupa in se pogosto imenuje omejena Lorentzeva grupa. Označuje se {\displaystyle \operatorname {SO} ^{+}(1,3)\!\,}. Omejena Lorentzeva grupa je sestavljena iz tistih Lorentzevih transformacij, ki ohranjajo tako usmerjenost prostora kot smer časa. Njena fundamentalna grupa ima red 2, njen univerzalni krov, nedoločena spinska grupa {\displaystyle \operatorname {Spin} (1,3)\!\,}, pa je izomorfna tako specialni linearni grupi {\displaystyle \operatorname {SL} (2,\mathbb {C} )\!\,} kot simplektični grupi {\displaystyle \operatorname {Sp} (2,\mathbb {C} )\!\,}. Ti izomorfizmi omogočajo Lorentzevi grupi, da deluje na veliko število matematičnih struktur, pomembnih za fiziko, predvsem na spinorje. Tako je v relativistični kvantni mehaniki in kvantni teoriji polja zelo pogosto, da se {\displaystyle \operatorname {SL} (2,\mathbb {C} )\!\,} imenuje Lorentzeva grupa, pri čemer se razume, da je {\displaystyle \operatorname {SO} ^{+}(1,3)\!\,} njena specifična reprezentacija (vektorska reprezentacija).
Rekurentna reprezentacija delovanja Lorentzeve grupe na prostor Minkowskega uporablja bikvaternione, ki tvorijo kompozicijsko algebro. Lastnost izometrije Lorentzevih transformacij velja v skladu z značilnostjo kompozicije {\displaystyle |p,q|=|p|\times |q|\!\,}.
Druga lastnost Lorentzeve grupe je konformnost ali ohranjanje kotov. Lorentzevi pospeški delujejo s hiperboličnim vrtenjem prostorsko-časovne ravnine, takšna »vrtenja« pa ohranjajo hiperbolični kot, mero rapidnosti, ki se uporablja v relativnosti. Zato je Lorentzeva grupa podgrupa konformne grupe prostora-časa.
Upoštevati je treba, da se ta članek nanaša na {\displaystyle \operatorname {O} (1,3)\!\,} kot na »Lorentzevo grupo«, {\displaystyle \operatorname {SO} (1,3)\!\,} kot na »pravo Lorentzevo grupo« in {\displaystyle \operatorname {SO} ^{+}(1,3)\!\,} kot na »omejeno Lorentzevo grupo«. Mnogi avtorji (zlasti v fiziki) uporabljajo ime »Lorentzeva grupa« za {\displaystyle \operatorname {SO} (1,3)\!\,} (ali včasih celo {\displaystyle \operatorname {SO} ^{+}(1,3)\!\,}) namesto {\displaystyle \operatorname {O} (1,3)\!\,}. Pri branju takšnih avtorjev je pomembno, da se natančno razume, na koga se nanašajo.

### Povezane komponente
Ker je Lorentzeva grupa {\displaystyle \operatorname {O} (1,3)\!\,} Liejeva grupa, je tudi grupa in ima topološki opis kot gladka mnogoterost. Kot mnogoterost ima štiri povezane komponente. Intuitivno to pomeni, da je sestavljena iz štirih topološko ločenih delov.
Štiri povezane komponente se lahko razdeli na dve transformacijski lastnosti, ki ju imajo njihovi elementi:
- nekateri elementi se pri Lorentzevih transformacijah, ki obračajo čas, obrnejo, na primer časovnopodobni vektor, ki kaže v prihodnost, bi se obrnil v vektor, ki kaže v preteklost.
- nekateri elementi imajo zaradi nepravilnih Lorentzevih transformacij obrnjeno usmerjenost, na primer določeni vierbeini (tetrade).

Lorentzeve transformacije, ki ohranjajo smer časa, se imenujejo ortokrone. Podgrupa ortokronih transformacij se pogosto označuje z {\displaystyle \operatorname {O} ^{+}(1,3)\!\,}. Tiste, ki ohranjajo usmerjenost, se imenujejo prave in kot linearne transformacije imajo determinanto {\displaystyle +1\!\,}. (Neprave Lorentzeve transformacije imajo determinanto {\displaystyle -1\!\,}.) Podgrupa pravih Lorentzevih transformacij se označuje s {\displaystyle \operatorname {SO} (1,3)\!\,}.
Pogrupa vseh Lorentzevih transformacij, ki ohranja tako usmerjenost kot smer časa, se imenuje prava ortokrona Lorentzeva grupa ali omejena Lorentzeva grupa in se označuje s {\displaystyle \operatorname {SO} ^{+}(1,3)\!\,}.
Množici štirih povezanih komponent se lahko da grupno strukturo kot kvocientno grupo {\displaystyle \operatorname {O} (1,3)/\operatorname {SO} ^{+}(1,3)\!\,}, ki je izomorfna Kleinovi četverni grupi. Vsak element v {\displaystyle \operatorname {O} (1,3)\!\,} se lahko zapiše kot poldirektni produkt prave ortokrone transformacije in elementa diskretne grupe:
{\displaystyle \{1,P,T,PT\}\!\,,}
kjer sta {\displaystyle P\!\,} in {\displaystyle T\!\,} operatorja parnosti in obračanja časa:
{\displaystyle P=\operatorname {diag} (1,-1,-1,1)\!\,,}
{\displaystyle T=\operatorname {diag} (-1,1,1,1,)\!\,.}
Tako se lahko poljubno Lorentzevo transformacijo določi kot pravo ortokrono Lorentzevo transformacijo skupaj z dodatnima dvema bitoma informacije, ki izbereta eno od štirih povezanih komponent. Ta vzorec je značilen za končnorazsežne Liejeve grupe.

## Omejena Lorentzeva grupa
Omejena Lorentzeva grupa {\displaystyle \operatorname {SO} ^{+}(1,3)\!\,} je identična komponenta Lorentzeve grupe, kar pomeni, da jo sestavljajo vse Lorentzeve transformacije, ki jih je mogoče povezati z enotno komponento z zvezno krivuljo, ki leži v grupi. Omejena Lorentzeva grupa je povezana normalna podgrupa polne Lorentzeve grupe z isto razsežnostjo, v tem primeru z razsežnostjo šest.
Omejena Lorentzeva grupa je generirana z navadnimi prostorskimi vrtenji in Lorentzevimi potiski (vrtenji v hiperboličnem prostoru, ki vključuje časovnopodobno smer). Ker se lahko vsako pravo ortokrono Lorentzevo transformacijo zapiše kot produkt vrtenja (določenega s 3 realnimi parametri) in potiska (prav tako določenega s 3 realnimi parametri), je potrebnih 6 realnih parametrov za določitev poljubne prave ortokrone Lorentzeve transformacije. To je eden od načinov za razumevanje, zakaj je omejena Lorentzeva grupa šestrazsežna. (Glej tudi Liejeva algebra Lorentzeve grupe.)
Množica vseh vrtenj tvori Liejevo podgrupo, ki je izomorfna navadni rotacijski grupi {\displaystyle \operatorname {SO} (3)\!\,}. Množica vseh potiskov pa ne tvori podgrupe, saj sestavljanje dveh potiskov na splošno ne povzroči še enega potiska. (Namesto tega je par nekolinearnih potiskov enakovreden potisku in vrtenju, kar se nanaša na Thomasovo vrtenje.) Potisk v neki smeri ali vrtenje okrog neke osi generira enoparametrično podgrupo.

### Površine tranzitivnosti
Če grupa {\displaystyle G\!\,} deluje na prostor {\displaystyle V\!\,}, potem je površina {\displaystyle S\subset V\!\,} površina tranzitivnosti, če je {\displaystyle S\!\,} invariantna pod {\displaystyle G\!\,} (to je {\displaystyle \forall g\in G,\forall s\in S:gs\in S\!\,}) in za dve točki {\displaystyle s_{1},s_{2}\in S\!\,} obstaja takšen {\displaystyle g\in G\!\,}, da velja {\displaystyle gs_{1}=s_{2}\!\,}. Po definiciji Lorentzeva grupa ohranja kvadratno formo:
{\displaystyle Q(x)=x_{0}^{2}-x_{1}^{2}-x_{2}^{2}-x_{3}^{2}\!\,.}
Površine tranzitivnosti ortokrone Lorentzeve grupe {\displaystyle \operatorname {O} ^{+}(1,3)\!\,}, {\displaystyle Q(x)={\text{konst.}}\!\,}, ki delujejo na ravnem prostoru-času {\displaystyle \mathbb {R} _{1,3}\!\,}, so naslednje:
- {\displaystyle Q(x)>0\!\,}, {\displaystyle x_{0}>0\!\,} je zgornja veja hiperboloida z dvema listoma. Točke na tem listu so od izhodišča ločene s časovnopodobnim vektorjem v prihodosti.
- {\displaystyle Q(x)>0\!\,}, {\displaystyle x_{0}<0\!\,} je spodnja veja hiperboloida. Točke na tem listu so časovnopodobni vektorji v preteklosti.
- {\displaystyle Q(x)=0\!\,}, {\displaystyle x_{0}>0\!\,} je zgornja veja svetlobnega stožca v prihodnosti.
- {\displaystyle Q(x)=0\!\,}, {\displaystyle x_{0}<0\!\,} je spodnja veja svetlobnega stožca v preteklosti.
- {\displaystyle Q(x)>0\!\,} je hiperboloid z enim listom. Točke na tem listu so prostorupodobne, ločene od izhodišča.
- izhodišče * {\displaystyle x_{0}=x_{1}=x_{2}=x_{3}=0\!\,}.

Te površine so trirazsežne, zato slike niso zveste, so pa zveste za ustrezna dejstva o {\displaystyle \operatorname {SO} ^{+}(1,2)\!\,}. Za celotno Lorentzevo grupo so površine tranzitivnosti le štiri, saj transformacija {\displaystyle T\!\,} prevede zgornjo vejo hiperboloida (stožca) v spodnjo in obratno.

#### Kot simetrični prostori
Enakovreden način za formuliranje zgornjih površin tranzitivnosti je kot simetrični prostor v smislu Liejeve teorije. Na primer, zgornji list hiperboloida se lahko zapiše kot kvocientni prostor {\displaystyle \operatorname {SO} ^{+}(1,2)/\operatorname {SO} (3)\!\,} zaradi izreka o stabilizatorju orbite. Poleg tega ta zgornji list ponuja tudi model za trirazsežni hiperbolični prostor.

### Reprezentacije Lorentzeve grupe
Ta opažanja predstavljajo dobro izhodišče za iskanje vseh neskončnorazsežnih unitarnih reprezentacij Lorentzeve grupe, pravzaprav Poincaréjeve grupe, z uporabo metode induciranih reprezentacij. Začne se s »standardnim vektorjem«, enim za vsako površino tranzitivnosti, nato pa se vpraša, katera podgrupa ohranja te vektorje. Fiziki te podskupine imenujejo male grupe. Problem se nato v bistvu zreducira na lažji problem iskanja reprezentacij malih grup. Na primer, standardni vektor v eni od hiperbol dveh listov bi se lahko ustrezno izbral kot {\displaystyle (m,0,0,0)\!\,}. Za vsak {\displaystyle m\neq 0\!\,} vektor prebode natanko en list. V tem primeru je mala grupa {\displaystyle \operatorname {SO} (3)\!\,}, rotacijska grupa, katere vse reprezentacije so znane. Natančna neskončnorazsežna reprezentacija, pod katero se delec transformira, je del njene klasifikacije. Vse reprezentacije ne morejo ustrezati fizičnim delcem (kolikor je znano). Standardni vektorji na enolistnih hiperbolah bi ustrezali tahionom. Delci na svetlobnem stožcu so fotoni in bolj domnevno gravitoni. »Delec«, ki ustreza izhodišču, je vakuum.

## Homomorfizmi in izomorfizmi
Več drugih grup je bodisi homomorfnih bodisi izomorfnih omejeni Lorentzevi grupi {\displaystyle \operatorname {SO} ^{+}(1,3)\!\,}. Ti homomorfizmi igrajo ključno vlogo pri razlagi različnih pojavov v fiziki.
- specialna linearna grupa {\displaystyle \operatorname {SL} (2,\mathbb {C} )\!\,} je dvojni krov omejene Lorentzeve grupe. Ta odnos se pogosto uporablja za izražanje Lorentzeve invariantnosti Diracove enačbe in kovariance spinorjev. Z drugimi besedami, (omejena) Lorentzeva grupa je izomorfna {\displaystyle \operatorname {SL} (2,\mathbb {C} )/\mathbb {Z} _{2}\!\,}
- simplektična grupa {\displaystyle \operatorname {Sp} (2,\mathbb {C} )\!\,} je izomorfna {\displaystyle \operatorname {SL} (2,\mathbb {C} )\!\,}. Uporablja se za konstrukcijo Weylovih spinorjev, kakor tudi za razlago kako imajo spinorji maso.
- spinska grupa {\displaystyle \operatorname {Spin} (1,3)\!\,} je izomorfna {\displaystyle \operatorname {SL} (2,\mathbb {C} )\!\,}. Uporablja se za razlago spina in spinorjev v smislu Cliffordove algebre, s čimer je jasno, kako posplošiti Lorentzevo grupo na splošne postavke v Riemannovi geometriji, vključno s teorijami supergravitacije in teorijo strun.
- omejena Lorentzeva grupa je izomorfna projektivni specialni linearni grupi {\displaystyle \operatorname {PSL} (2,\mathbb {C} )\!\,}, ki je naprej izomorfna Möbiusovi grupi, simetrijski grupi konformne geometrije na Riemannovi sferi. Ta odnos je osrednjega pomena za klasifikacijo podgrup Lorentzeve grupe v skladu s prejšnjo klasifikacijsko shemo, razvito za Möbiusovo grupo.

### Weylova reprezentacija
Weylova reprezentacija ali spinorska preslikava je par surjektivnih homomorfizmov iz {\displaystyle \operatorname {SL} (2,\mathbb {C} )\!\,} v {\displaystyle \operatorname {SO} ^{+}(1,3)\!\,}. Pri transformacijah parnosti tvorita ujemajoč se par, ki ustreza levim in desnim kiralnim spinorjem.
Delovanje {\displaystyle \operatorname {SL} (2,\mathbb {C} )\!\,} na prostor-čas Minkowskega se lahko definira tako, da se točko prostora-časa zapiše kot dvakrat dva hermitsko matriko v obliki:
{\displaystyle {\overline {X}}={\begin{bmatrix}ct+z&x-iy\\x+iy&ct-z\end{bmatrix}}=ct1\!\!1+x\sigma _{x}+y\sigma _{y}+z\sigma _{z}=ct1\!\!1+\mathbf {\vec {x}} \cdot \mathbf {\vec {\sigma }} \!\,.}
v smislu Paulijevih matrik.
Ta reprezentacija, Weylova reprezentacija, zadošča izrazu:
{\displaystyle \det \,{\overline {X}}=(ct)^{2}-x^{2}-y^{2}-z^{2}\!\,.}
Zato se je prostor hermitskih matrik (ki je štirirazsežen, kot realni vektorski prostor) ipoistovetilo s prostorom-časom Minkowskega, tako da je determinanta hermitske matrike kvadrat dolžine ustreznega vektorja v prostoru-času Minkowskega. Element {\displaystyle S\in \operatorname {SL} (2,\mathbb {C} )\!\,} deluje na prostor hermitskih matrik preko:
{\displaystyle {\overline {X}}\mapsto S{\overline {X}}S^{\dagger }\!\,,}
kjer je {\displaystyle S^{\dagger }\!\,} hermitska transpozicija {\displaystyle S\!\,}. To delovanje ohrani determinanto in tako {\displaystyle \operatorname {SL} (2,\mathbb {C} )\!\,} deluje na prostor-čas Minkowskega z (linearnimi) izometrijami. Parnostno obrnjena oblika zgornjega je:
{\displaystyle X=ct1\!\!1-\mathbf {\vec {x}} \cdot \mathbf {\vec {\sigma }} \!\,,}
ki se transformira kot:
{\displaystyle X\mapsto \left(S^{-1}\right)^{\dagger }XS^{-1}\!\,.}
Da je to pravilna transformacija, sledi, če se opazi, da izraz: 
{\displaystyle {\overline {X}}X=\left(c^{2}t^{2}-\mathbf {\vec {x}} \cdot \mathbf {\vec {x}} \right)1\!\!1=\left(c^{2}t^{2}-x^{2}-y^{2}-z^{2}\right)1\!\!1\!\,}
ostane invarianten glede na zgornji par transformacij.
Ti preslikavi sta surjektivni, jedro obeh preslikav pa je dvoelementna podgrupa {\displaystyle \pm I\!\,}. Po prvem izreku o izomorfizmu je kvocientna grupa {\displaystyle \operatorname {PSL} (2,\mathbb {C} )=\operatorname {SL} (2,\mathbb {C} )/\{\pm I\}\!\,} izomorfna {\displaystyle \operatorname {SO} ^{+}(1,3)\!\,}.
Parnostna preslikava zamenja ta dva krova. To ustreza hermitski konjugaciji, ki je avtomorfizem {\displaystyle \operatorname {SL} (2,\mathbb {C} )\!\,}. Ta dva različna krova ustrezata dvema različnima kiralnima delovanjema Lorentzeve grupe na spinorje. Neprekrižana oblika ustreza desnim spinorjem, ki se transformirajo kot ⁠{\displaystyle \psi _{R}\mapsto S\psi _{R}\!\,}⁠, medtem ko prekrižana oblika ustreza levim spinorjem, ki se transformirajo kot ⁠⁠{\displaystyle \psi _{L}\mapsto (S^{\dagger })^{-1}\psi _{L}\!\,}⁠.
Pomembno je omeniti, da ta par krovov ne preživi kvantizacije – ko sta kvantizirana, to vodi do nenavadnega pojava kiralne anomalije. Klasične (to je nekvantizirane) simetrije Lorentzeve grupe so s kvantizacijo porušene – to je vsebina Atiyah-Singerjevega indeksnega izreka.

### Dogovori o zapisih
V fiziki je običajno označiti Lorentzevo transformacijo {\displaystyle \Lambda \in \operatorname {SO} ^{+}(1,3)\!\,} kot ⁠{\displaystyle {\Lambda ^{\mu }}_{\nu }\!\,}⁠, s čimer se prikaže matriko s prostorsko-časovnimi indeksi {\displaystyle \mu ,\nu =0,1,2,3\!\,}. Vektor četverec se lahko iz Paulijevih matrik ustvari na dva različna načina: kot {\displaystyle \sigma ^{\mu }=(I,\mathbf {\vec {\sigma }} )\!\,} in kot {\displaystyle {\overline {\sigma }}^{\mu }=\left(I,-\mathbf {\vec {\sigma }} \right)\!\,}⁠. Obe obliki sta povezani s parnostno transformacijo. Upoštevati je treba, da je ⁠ {\displaystyle {\overline {\sigma }}_{\mu }=\sigma ^{\mu }\!\,}.
Glede na dano Lorentzevo transformacijo ⁠ {\displaystyle x^{\mu }\mapsto x^{\prime \mu }={\Lambda ^{\mu }}_{\nu }\,x^{\nu }\!\,}⁠, se lahko zgoraj podan dvojni krov ortokrone Lorentzeve grupe s {\displaystyle \operatorname {SL} (2,\mathbb {C} )\!\,} zapiše kot:
{\displaystyle x^{\prime \mu }{\overline {\sigma }}_{\mu }={\overline {\sigma }}_{\mu }{\Lambda ^{\mu }}_{\nu }\,x^{\nu }=Sx^{\nu }{\overline {\sigma }}_{\nu }S^{\dagger }\!\,.}
Če se opusti {\displaystyle x^{\mu }\!\,}, sledi oblika:
{\displaystyle {\overline {\sigma }}_{\mu }{\Lambda ^{\mu }}_{\nu }=S{\overline {\sigma }}_{\nu }S^{\dagger }\!\,.}
Parnostno konjugirana oblika je:
{\displaystyle \sigma _{\mu }{\Lambda ^{\mu }}_{\nu }=\left(S^{-1}\right)^{\dagger }\sigma _{\nu }S^{-1}\!\,.}

#### Dokaz
Da je zgornja oblika pravilna za indeksirani zapis, ni takoj očitno, deloma zato, ker je pri delu v indeksiranem zapisu precej enostavno pomotoma zamenjati Lorentzevo transformacijo z njenim inverzom ali njeno transpozicijo. Do te zmede pride zaradi enakosti {\displaystyle \eta \Lambda ^{\textsf {T}}\eta =\Lambda ^{-1}\!\,}, ki jo je težko prepoznati, ko je zapisana v indeksirani obliki. Lorentzeve transformacije niso tenzorji pri Lorentzevih transformacijah! Zato je neposreden dokaz te enakosti koristen za ugotavljanje njene pravilnosti. Dokaže se jo lahko tako, da se začne z enakostjo:
{\displaystyle \omega \sigma ^{k}\omega ^{-1}=-\left(\sigma ^{k}\right)^{\textsf {T}}=-\left(\sigma ^{k}\right)^{*}\!\,,}
kjer je {\displaystyle k=1,2,3\!\,}, tako da so zgornje le običajne Paulijeve matrike, {\displaystyle (\cdot )^{\textsf {T}}\!\,}  je transponirana matrika in {\displaystyle (\cdot )^{*}\!\,} je kompleksna konjugacija. Matrika {\displaystyle \omega \!\,} je:
{\displaystyle \omega =i\sigma _{2}={\begin{bmatrix}0&1\\-1&0\end{bmatrix}}\!\,.}
Zapisano kot vektor četverec je zveza enaka:
{\displaystyle \sigma _{\mu }^{\textsf {T}}=\sigma _{\mu }^{*}=\omega {\overline {\sigma }}_{\mu }\omega ^{-1}\!\,.}
To se pretvori kot:
{\displaystyle {\begin{aligned}\sigma _{\mu }^{\textsf {T}}{\Lambda ^{\mu }}_{\nu }&=\omega {\overline {\sigma }}_{\mu }\omega ^{-1}{\Lambda ^{\mu }}_{\nu }\\&=\omega S\;{\overline {\sigma }}_{\nu }\,S^{\dagger }\omega ^{-1}\\&=\left(\omega S\omega ^{-1}\right)\,\left(\omega {\overline {\sigma }}_{\nu }\omega ^{-1}\right)\,\left(\omega S^{\dagger }\omega ^{-1}\right)\\&=\left(S^{-1}\right)^{\textsf {T}}\,\sigma _{\nu }^{\textsf {T}}\,\left(S^{-1}\right)^{*}\!\,.\end{aligned}}}
Če se naredi še ena transpozicija, sledi zgornja parnostno konjugirana oblika:
{\displaystyle \sigma _{\mu }{\Lambda ^{\mu }}_{\nu }=\left(S^{-1}\right)^{\dagger }\sigma _{\nu }S^{-1}\!\,.}

### Simplektična grupa
Simplektična grupa {\displaystyle \operatorname {Sp} (2,\mathbb {C} )\!\,} je izomorfna {\displaystyle \operatorname {SL} (2,\mathbb {C} )\!\,}. Ta izomorfizem je konstruiran tako, da ohrani simplektično bilinearno formo na {\displaystyle \mathbb {C} ^{2}\!\,}, torej da ostane forma invariantna glede na Lorentzeve transformacije. To se lahko artikulira na naslednji način. Simplektična grupa je definirana kot:
{\displaystyle \operatorname {Sp} (2,\mathbb {C} )=\left\{S\in \operatorname {GL} (2,\mathbb {C} ):S^{\textsf {T}}\omega S=\omega \right\}\!\,,}
kjer je:
{\displaystyle \omega =i\sigma _{2}={\begin{bmatrix}0&1\\-1&0\end{bmatrix}}\!\,.}
Drugi pogosti zapisi za ta element so {\displaystyle \omega =\epsilon \!\,} – včasih se uporablja {\displaystyle J\!\,}, vendar to povzroča zmedo z zamislijo skoraj kompleksnih struktur, ki niso enake, saj se transformirajo različno.
Za dani par Weylovih spinorjev (dvokomponentnih spinorjev):
{\displaystyle u={\begin{bmatrix}u_{1}\\u_{2}\end{bmatrix}}~,\quad v={\begin{bmatrix}v_{1}\\v_{2}\end{bmatrix}}\!\,}
se invariantna bilinearna forma običajno zapiše kot:
{\displaystyle \langle u,v\rangle =-\langle v,u\rangle =u_{1}v_{2}-u_{2}v_{1}=u^{\textsf {T}}\omega v\!\,.}
Ta forma je invariantna pod Lorentzevo grupo, tako da za {\displaystyle S\in \operatorname {SL} (2,\mathbb {C} )\!\,} velja:
{\displaystyle \langle Su,Sv\rangle =\langle u,v\rangle \!\,.}
To definira nekakšen »skalarni produkt« spinorjev in se pogosto uporablja za definiranje po Lorentzu invariantnega masnega člena v Lagrangeevih funkcijah. Obstaja več pomembnih lastnosti, ki jih je treba omeniti in so pomembne za fiziko. Ena je, da je {\displaystyle \omega ^{2}=-1\!\,} in zato je {\displaystyle \omega ^{-1}=\omega ^{\textsf {T}}=\omega ^{\dagger }=-\omega \!\,}.
Definirajočo zvezo se lahko zapiše kot:
{\displaystyle \omega S^{\textsf {T}}\omega ^{-1}=S^{-1}\!\,,}
ki je zelo podobna definirajoči zvezi za Lorentzevo grupo:
{\displaystyle \eta \Lambda ^{\textsf {T}}\eta ^{-1}=\Lambda ^{-1}\!\,,}
kjer je {\displaystyle \eta =\operatorname {diag} (+1,-1,-1,-1)\!\,} metrični tenzor za prostor Minkowskega in seveda {\displaystyle \Lambda \in \operatorname {SO} (1,3)} kakor prej.

## Krovne grupe
Ker je {\displaystyle \operatorname {SL} (2,\mathbb {C} )\!\,} enostavno povezana, je univerzalna krovna grupa omejene Lorentzeve grupe {\displaystyle \operatorname {SO} ^{+}(1,3)\!\,}. Zaradi omejitve obstaja homomorfizem {\displaystyle \operatorname {SU} (2)\mapsto \operatorname {SO} (3)\!\,}. Tukaj je specialna unitarna grupa {\displaystyle \operatorname {SU} (2)\!\,}, ki je izomorfna grupi kvaternionov z enotsko normo, prav tako enostavno povezana, zato je krovna grupa rotacijske grupe {\displaystyle \operatorname {SO} (3)\!\,}. Vsaka od teh krovnih preslikav je dvojni krov grupa v smislu, da se natanko dva elementa krovne grupe preslikata v vsak element kvocienta. Pogosto se reče, da sta omejena Lorentzeva grupa in rotacijska grupa dvojno povezani. To pomeni, da je fundamentalna grupa vsake grupe izomorfna dvoelementni ciklični grupi {\displaystyle \mathbb {Z} _{2}\!\,}
Dvojna kritja so značilna za spinske grupe. Dejansko poleg dvojnih kritij:
{\displaystyle \operatorname {Spin} ^{+}(1,3)=\operatorname {SL} (2,\mathbb {C} )\mapsto \operatorname {SO} ^{+}(1,3)\!\,,}
{\displaystyle \operatorname {Spin} (3)=\operatorname {SU} (2)\mapsto \operatorname {SO} (3)\!\,,}
obstajajo dvojna kritja:
{\displaystyle \operatorname {Pin} (1,3)\mapsto \operatorname {O} (1,3)\!\,,} (pinska grupa),
{\displaystyle \operatorname {Spin} (1,3)\mapsto \operatorname {SO} (1,3)\!\,,}
{\displaystyle \operatorname {Spin} ^{+}(1,2)=\operatorname {SU} (1,1)\mapsto \operatorname {SO} (1,2)\!\,.}
Ta spinska dvojna kritja so konstruirana iz Cliffordovih algebr.

## Topologija
Leva in desna grupa v dvojnem kritju:
{\displaystyle \operatorname {SU} (2)\mapsto \operatorname {SO} (3)\!\,}
sta deformacijska retrakta leve in desne grupe v dvojnem kritju:
{\displaystyle \operatorname {SL} (2,\mathbb {C} )\mapsto \operatorname {SO} ^{+}(1,3)\!\,.}
Toda homogeni prostor {\displaystyle \operatorname {SO} ^{+}(1,3)/\operatorname {SO} (3)\!\,} je homeomorfen hiperboličnemu 3-prostoru {\displaystyle \mathbb {H} ^{3}\!\,}, zato se je prikazalo omejeno Lorentzevo grupo kot glavni sveženj vlaken z vlakni {\displaystyle \operatorname {SO} (3)\!\,} in bazo {\displaystyle \mathbb {H} ^{3}\!\,}. Ker je slednja homeomorfna {\displaystyle \mathbb {R} ^{3}\!\,}, medtem ko je {\displaystyle \operatorname {SO} (3)\!\,} homeomorfna trirazsežnemu realnemu projektivnemu prostoru {\displaystyle \mathbb {R} \mathrm {P} ^{3}\!\,}, se vidi, da je omejena Lorentzeva grupa krajevno homeomorfna produktu {\displaystyle \mathbb {R} \mathrm {P} ^{3}\!\,} z {\displaystyle \mathbb {R} ^{3}\!\,}. Ker je bazni prostor kontraktibilen, se to lahko razširi na globalni homeomorfizem.

## Razredi konjugacije
Ker je omejena Lorentzeva grupa {\displaystyle \operatorname {SO} ^{+}(1,3)\!\,} izomorfna Möbiusovi grupi {\displaystyle \operatorname {PSL} (2,\mathbb {C} )\!\,}, tudi njeni razredi konjugacije spadajo v pet razredov:
- elliptične transformacije
- hiperbolične transformacije
- loksodromske transformacije
- parabolične transformacije
- trivialna identitetna transformacija

V članku o Möbiusovih transformacijah je pojasnjeno, kako ta klasifikacija nastane z upoštevanjem negibnih točk Möbiusovih transformacij v njihovem delovanju na Riemannovi sferi, kar tukaj ustreza ničelnim lastnim prostorom omejenih Lorentzevih transformacij v njihovem delovanju na prostor-čas Minkowskega.
Zgled vsake vrste je podan v spodnjih podrazdelkih, skupaj z učinkom enoparametrične podgrupe, ki jo generira (na primer na videz nočnega neba).
Möbiusove transformacije so konformne transformacije Riemannove sfere (ali nebesne sfere). Nato se s konjugacijo s poljubnim elementom {\displaystyle \operatorname {SL} (2,\mathbb {C} )\!\,} dobi naslednje zglede poljubnih eliptičnih, hiperboličnih, loksodromskih in paraboličnih (omejenih) Lorentzevih transformacij. Učinek na pretočne premice ustreznih enoparametričnih podgrup je transformacija vzorca, ki se ga vidi v zgledih, z neko konformno transformacijo. Na primer, eliptična Lorentzeva transformacija ima lahko spoljubni dve različni negibni točki na nebesni sferi, vendar točke še vedno tečejo vzdolž krožnih lokov od ene negibne točke proti drugi. Drugi zgledi so podobni.

### Elliptični
Eliptični element {\displaystyle \operatorname {SL} (2,\mathbb {C} )\!\,} je:
{\displaystyle P_{1}={\begin{bmatrix}\exp \left({\frac {i}{2}}\theta \right)&0\\0&\exp \left(-{\frac {i}{2}}\theta \right)\end{bmatrix}}\!\,}
in ima negibni točki {\displaystyle \xi =0,\infty \!\,}. Če se zapiše delovanje kot {\displaystyle X\mapsto P_{1}1X{P_{1}}^{\dagger }\!\,} in zbere člene, spinorska preslikava to pretvori v (omejeno) Lorentzevo transformacijo:
{\displaystyle Q_{1}={\begin{bmatrix}1&0&0&0\\0&\cos \theta &\sin \theta &0\\0&-\sin \theta &\cos \theta &0\\0&0&0&1\end{bmatrix}}=\exp \left(\theta {\begin{bmatrix}0&0&0&0\\0&0&1&0\\0&-1&0&0\\0&0&0&0\end{bmatrix}}\right)\!\,.}
Ta transformacija nato predstavlja vrtenje okrog osi {\displaystyle z\!\,}, {\displaystyle \exp(i\theta Jz)\!\,}. Enoparametrična podgrupa, ki jo generira, se dobi tako, da se {\displaystyle \theta \!\,} namesto konstante vzame za realno spremenljivko, kot vrtenja.
Ustrezne zvezne transformacije nebesne sfere (razen identitetne) si delijo isti dve negibni točki, severni in južni pol. Transformacije premikajo vse druge točke okrog krožnic zemljepisne širine, tako da ta grupa povzroči zvezno vrtenje v nasprotni smeri urinega kazalca okrog osi {\displaystyle z\!\,}, ko se {\displaystyle \theta \!\,} povečuje. Podvojitev kota, ki je očitna v spinorski karti, je značilna lastnost spinorskih dvojnih kritij.

### Hiperbolični
Hiperbolični element {\displaystyle \operatorname {SL} (2,\mathbb {C} )\!\,} je:
{\displaystyle P_{2}={\begin{bmatrix}\exp \left({\frac {\eta }{2}}\right)&0\\0&\exp \left(-{\frac {\eta }{2}}\right)\end{bmatrix}}\!\,}

in ima negibni točki {\displaystyle \xi =0,\infty \!\,}. Pod stereografsko projekcijo z Riemannove sfere na evklidsko ravnino je učinek Möbiusove transformacije središčni razteg od izhodišča.
Spinorska preslikava pretvori to v Lorentzevo transformacijo:
{\displaystyle Q_{2}={\begin{bmatrix}\cosh \eta &0&0&\sinh \eta \\0&1&0&0\\0&0&1&0\\\sinh \eta &0&0&\cosh \eta \end{bmatrix}}=\exp \left(\eta {\begin{bmatrix}0&0&0&1\\0&0&0&0\\0&0&0&0\\1&0&0&0\end{bmatrix}}\right)\!\,.}
Ta transformacija predstavlja potisk vzdolž osi {\displaystyle z\!\,} z rapidnostjo {\displaystyle \eta \!\,}. Enoparametrična podgrupa, ki jo generira, se dobi tako, da se {\displaystyle \eta \!\,} namesto konstante vzame za realno spremenljivko. Ustrezne zvezne transformacije nebesne sfere (razen identitetne) si delijo isti negibni točki (severni in južni pol) in premikajo vse druge točke vzdolž zemljepisnih dolžin stran od južnega pola in proti severnemu polu.

### Loksodromski
Loksodromski element {\displaystyle \operatorname {SL} (2,\mathbb {C} )\!\,} je:
{\displaystyle P_{3}=P_{2}P_{1}=P_{1}P_{2}={\begin{bmatrix}\exp \left({\frac {1}{2}}(\eta +i\theta )\right)&0\\0&\exp \left(-{\frac {1}{2}}(\eta +i\theta )\right)\end{bmatrix}}\!\,}
in ima negibni točki {\displaystyle \xi =0,\infty \!\,}. Spinorska preslikava pretvorito v Lorentzevo transformacijo:
{\displaystyle Q_{3}=Q_{2}Q_{1}=Q_{1}Q_{2}={\begin{bmatrix}\cosh \eta &0&0&\sinh \eta \\0&\cos \theta &\sin \theta &0\\0&-\sin \theta &\cos \theta &0\\\sinh \eta &0&0&\cosh(\eta )\end{bmatrix}}=\exp {\begin{bmatrix}0&0&0&\eta \\0&0&\theta &0\\0&-\theta &0&0\\\eta &0&0&0\end{bmatrix}}\!\,.}
Enoparametrična podgrupa, ki jo to generira, se dobi z zamenjavo {\displaystyle \eta +i\theta \!\,} s poljubnim realnim mnogokratnikom te kompleksne konstante. (Če se {\displaystyle \eta \!\,} in {\displaystyle \theta \!\,} spreminjata neodvisno, se dobi dvorazsežna Abelova podgrupa, ki jo sestavljajo sočasna vrtenja okrog osi {\displaystyle z\!\,} in potiski vzdolž osi {\displaystyle z\!\,} – nasprotno pa enorazsežna podgrupa, o kateri se  razpravlja tukaj, sestoji iz tistih elementov te dvorazsežne podgrupe, pri katerih imata rapidnost potiska in kot vrtenja fiksno razmerje.)
Ustrezne zvezne transformacije nebesne sfere (razen identitetne) si delijo isti dve negibni točki (severni in južni pol). Vse druge točke premikajo stran od južnega pola in proti severnemu polu (ali obratno) vzdolž družine krivulj, imenovanih loksodrome. Vsaka loksodroma se neskončno mnogokrat spiralno vrti okrog vsakega pola.

### Parabolični
Parabolični element {\displaystyle \operatorname {SL} (2,\mathbb {C} )\!\,} je:
{\displaystyle P_{4}={\begin{bmatrix}1&\alpha \\0&1\end{bmatrix}}\!\,}
in ima eno samo negibno točko {\displaystyle \xi =\infty \!\,} na Riemannovi sferi. Pod stereografsko projekcijo se pojavi kot navadna translacija vzdolž realne premice.
Spinorska preslikava pretvori to v matriko, ki predstavlja Lorentzevo transformacijo:
{\displaystyle {\begin{aligned}Q_{4}&={\begin{bmatrix}1+{\frac {1}{2}}\vert \alpha \vert ^{2}&\operatorname {Re} (\alpha )&-\operatorname {Im} (\alpha )&-{\frac {1}{2}}\vert \alpha \vert ^{2}\\\operatorname {Re} (\alpha )&1&0&-\operatorname {Re} (\alpha )\\-\operatorname {Im} (\alpha )&0&1&\operatorname {Im} (\alpha )\\{\frac {1}{2}}\vert \alpha \vert ^{2}&\operatorname {Re} (\alpha )&-\operatorname {Im} (\alpha )&1-{\frac {1}{2}}\vert \alpha \vert ^{2}\end{bmatrix}}\\[6pt]&=\exp {\begin{bmatrix}0&\operatorname {Re} (\alpha )&-\operatorname {Im} (\alpha )&0\\\operatorname {Re} (\alpha )&0&0&-\operatorname {Re} (\alpha )\\-\operatorname {Im} (\alpha )&0&0&\operatorname {Im} (\alpha )\\0&\operatorname {Re} (\alpha )&-\operatorname {Im} (\alpha )&0\end{bmatrix}}\!\,.\end{aligned}}}
To generira dvoparametrično Abelovo podgrupo, ki se jo dobi tako, da se {\displaystyle \alpha \!\,} obravnava kot kompleksno spremenljivko in ne kot konstanto. Ustrezne zvezne transformacije nebesne sfere (razen identične transformacije) premikajo točke vzdolž družine krožnic, ki se vse dotikajo določenega velikega kroga na severnem polu. Vse točke, razen samega severnega pola, se premikajo vzdolž teh krožnic.
Parabolične Lorentzeve transformacije se pogosto imenujejo ničelna vrtenja. Ker so te verjetno najmanj znane od štirih vrst neidentičnih Lorentzevih transformacij (eliptične, hiperbolične, loksodromske, parabolične), je tukaj prikazano, kako določiti vpliv zgleda parabolične Lorentzeve transformacije na prostor-čas Minkowskega.
Zgornja matrika daje transformacijo:
{\displaystyle {\begin{bmatrix}t\\x\\y\\z\end{bmatrix}}\rightarrow {\begin{bmatrix}t\\x\\y\\z\end{bmatrix}}+\operatorname {Re} (\alpha )\;{\begin{bmatrix}x\\t-z\\0\\x\end{bmatrix}}-\operatorname {Im} (\alpha )\;{\begin{bmatrix}y\\0\\z-t\\y\end{bmatrix}}+{\frac {\vert \alpha \vert ^{2}}{2}}\;{\begin{bmatrix}t-z\\0\\0\\t-z\end{bmatrix}}.}
Sedaj se, brez izgube splošnosti, izbere {\displaystyle \operatorname {Im} (\alpha )=0\!\,}. Z odvajanjem te transformacije glede na zdaj realni grupni parameter {\displaystyle \alpha \!\,} in vrednotenjem pri {\displaystyle \alpha =0\!\,} se dobi ustrezno vektorsko polje (linearni parcialni diferencialni operator prvega reda):
{\displaystyle x\,\left(\partial _{t}+\partial _{z}\right)+(t-z)\,\partial _{x}\!\,.}
To se uporabi za funkcijo {\displaystyle f(t,x,y,z)\!\,} in zahteva, da ostane invariantna, to je da jo ta transformacija izniči. Rešitev nastale linearne parcialne diferencialne enačbe prvega reda se lahko izrazi v obliki:
{\displaystyle f(t,x,y,z)=F\left(y,\,t-z,\,t^{2}-x^{2}-z^{2}\right)\!\,,}
kjer je {\displaystyle F\!\,} poljubna gladka funkcija. Argumenti funkcije {\displaystyle F\!\,} dajo tri racionalne invariante, ki opisujejo kako se točke (dogodki) premikajo pod to parabolično transformacijo, saj se same ne premikajo:
{\displaystyle y=c_{1},\qquad t-z=c_{2},\qquad t^{2}-x^{2}-z^{2}=c_{3}\!\,.}
Izbira realnih vrednosti za konstante na desni strani da tri pogoje in tako določi krivuljo v prostoru-času Minkowskega. Ta krivulja je orbita transformacije.
Oblika racionalnih invariant kaže, da imajo te pretočne premice (orbite) preprost opis: če se izloči nebistveno koordinato {\displaystyle y\!\,}, je vsaka orbita presečišče ničelne ravnine, {\displaystyle t=z+c^{2}\!\,}, s hiperboloidom, {\displaystyle t^{2}-x^{2}-z^{2}=c^{3}\!\,}. V primeru {\displaystyle c^{3}=0\!\,} se hiperboloid degenerira v svetlobni stožec, pri čemer orbite postanejo parabole, ki ležijo v ustreznih ničelnih ravninah.
Določena ničelna premica, ki leži na svetlobnem stožcu, ostane invarianta – to ustreza eni (dvojni) negibni točki na zgoraj omenjeni Riemannovi sferi. Druge ničelne premice skozi izhodišče se s transformacijo »zavihtijo okrog stožca«. Sledenje gibanju ene takšne ničelne premice, ko se {\displaystyle \alpha \!\,}  povečuje, ustreza sledenju gibanju točke vzdolž ene od krožnih pretočnih premic na nebesni sferi, kot je opisano zgoraj.
Izbira {\displaystyle \operatorname {Re} (\alpha )=0\!\,} namesto tega ustvari podobne orbite, zdaj z zamenjanima vlogama {\displaystyle x\!\,} in {\displaystyle y\!\,}.
Parabolične transformacije vodijo do umeritvene simetrije brezmasnih delcev (kot so fotoni) z vijačnostjo {\displaystyle |h|\geq 1\!\,}. V zgornjem eksplicitnem zgledu na brezmasni delec, ki se giblje v smeri {\displaystyle z\!\,}, torej s četvercem gibalne količine {\displaystyle \mathbf {\vec {P}} =(p,0,0,p)\!\,}, sploh ne vpliva kombinacija {\displaystyle x\!\,}-potiska in {\displaystyle y\!\,}-vrtenja {\displaystyle K_{x}-J_{y}\!\,}, definirana spodaj, v »mali grupi« njegovega gibanja. To je razvidno iz obravnavanega eksplicitnega transformacijskega zakona: tako kot vsak svetlobopodobni vektor je tudi {\displaystyle \mathbf {\vec {P}} \!\,} zdaj invarianten; to je vse sledi ali učinki {\displaystyle \alpha \!\,} so izginili. {\displaystyle c_{1}=c_{2}=c_{3}=0\!\,}, v obravnavanem posebnem primeru. (Drugi podoben generator, {\displaystyle K_{y}+J_{x}\!\,}, pa tudi on in {\displaystyle J_{z}\!\,} skupaj sestavljajo majhno grupo svetlobopodobnega vektorja, izomorfnega {\displaystyle E(2)\!\,}.)

### Videz nočnega neba
Ta izomorfizem ima posledico, da Möbiusove transformacije Riemannove sfere predstavljajo način, kako Lorentzeve transformacije spreminjajo videz nočnega neba, kot ga vidi opazovalec, ki manevrira z relativističnimi hitrostmi glede na »nepremične zvezde«.
Naj »nepremične zvezde« živijo v prostoru-času Minkowskega in so modelirane s točkami na nebesni sferi. Potem je mogoče dano točko na nebesni sferi povezati z {\displaystyle \xi =u+iv\!\,}, kompleksnim številom, ki ustreza točki na Riemannovi sferi in ga je mogoče poistovetiti z ničelnim vektorjem (svotlobopodobnim vektorjem) v prostoru Minkowskega:
{\displaystyle {\begin{bmatrix}u^{2}+v^{2}+1\\2u\\-2v\\u^{2}+v^{2}-1\end{bmatrix}}\!\,}
ali v Weylovi reprezentaciji (spinorski preslikavi), hermitski matriki:
{\displaystyle N=2{\begin{bmatrix}u^{2}+v^{2}&u+iv\\u-iv&1\end{bmatrix}}\!\,.}
Množica realnih skalarnih mnogokratnikov tega ničelnega vektorja, imenovana ničelna premica skozi izhodišče, predstavlja vidno premico od opazovalca na določenem mestu in v določenem času (poljubni dogodek, ki se ga lahko poistoveti z izhodiščem prostora-časa Minkowskega) do različnih oddaljenih teles, kot so zvezde. Nato se točke nebesne sfere (kar ustreza vidnim premicam) poistovetijo z določenimi hermitskimi matrikami.

#### Projektivna geometrija in različni pogledi na 2-sfero
Ta slika se jasno pokaže v jeziku projektivne geometrije. (Omejena) Lorentzeva grupa deluje na projektivni nebesni sferi. To je prostor neničelnih ničelnih vektorjev s {\displaystyle t>0\!\,} pod danim količnikom za projektivne prostore: {\displaystyle (t,x,y,z)\sim (t',x',y',z')\!\,}, če velja {\displaystyle (t',x',y',z')=(\lambda t,\lambda x,\lambda y,\lambda z)\!\,} za {\displaystyle \lambda >0\!\,}. To se nanaša na nebesno sfero, saj omogoča, da se časovno koordinato {\displaystyle t\!\,} spremeni v 1 po delovanju Lorentzeve transformacije, s čimer se zagotovi, da prostorskopodobni del leži na enotski sferi.
Z Möbiusove strani {\displaystyle \operatorname {SL} (2,\mathbb {C} )\!\,} deluje na kompleksnem projektivnem prostoru {\displaystyle \mathbb {C} \mathrm {P} ^{1}\!\,}, za katerega se lahko pokaže, da je difeomorfen 2-sferi – to se včasih imenuje Riemannova sfera. Količnik na projektivnem prostoru vodi do količnika na grupi {\displaystyle \operatorname {SL} (2,\mathbb {C} )\!\,}.
Končno se lahko ta dva prostora poveže z uporabo kompleksnega projektivnega vektorja za konstruiranje ničelnega vektorja. Če je {\displaystyle \xi \!\,} projektivni vektor {\displaystyle \mathbb {C} \mathrm {P} ^{1}\!\,}, se ga lahko spravi v tenzorsko obliko z njegovim hermitskim konjugatom, da se dobi hermitsko matriko z razsežnostjo {\displaystyle 2\times 2\!\ }. Iz drugega dela tega članka se ve, da se lahko ta prostor matrik obravnava kot vektorje četverce. Prostor matrik, ki nastane s pretvorbo vsakega projektivnega vektorja v Riemannovi sferi v matriko, je znan kot Blochova sfera.

## Liejeva algebra
Kot pri vsaki Liejevi grupi je uporaben način za preučevanje mnogih vidikov Lorentzeve grupe njena Liejeva algebra. Ker je Lorentzeva grupa {\displaystyle \operatorname {SO} (1,3)\!\,} matrična Liejeva grupa, je njena ustrezna Liejeva algebra {\displaystyle {\mathfrak {so}}(1,3)\!\,} matrična Liejeva algebra, ki se jo lahko izračuna kot:
{\displaystyle {\mathfrak {so}}(1,3)=\left\{{\text{matrike}}\,X\,{\text{z vrednostjo}}\,\mathbb {R} \,{\text{z razsežnostjo}}\,4\times 4\mid e^{tX}\in \operatorname {SO} (1,3)\,\mathrm {za} \,\mathrm {vse} \,t\right\}\!\,.}
Če je {\displaystyle \eta \!\,} diagonalna matrika z diagonalnimi elementi {\displaystyle (1,-1,-1,-1)\!\,}, potem je Liejevega algebra {\displaystyle {\mathfrak {o}}(1,3)\!\,} sestavljena iz takšnih matrik {\displaystyle X\!\,} z razsežnostjo {\displaystyle 4\times 4\!\,}, da velja:
{\displaystyle \eta X\eta =-X^{\textsf {T}}\!\,.}
Eksplicitno je {\displaystyle {\mathfrak {so}}(1,3)\!\,} sestavljena iz matrik z razsežnostjo {\displaystyle 4\times 4\!\,} oblike:
{\displaystyle {\begin{pmatrix}0&a&b&c\\a&0&d&e\\b&-d&0&f\\c&-e&-f&0\end{pmatrix}}\!\,,}
kjer so {\displaystyle a,b,c,d,e,f\!\,} poljubna realna števila. Ta Liejeva algebra je šestrazsežna. Podalgebra algebre {\displaystyle {\mathfrak {so}}(1,3)\!\,}, ki jo sestavljajo elementi, od katerih so {\displaystyle a\!\,}, {\displaystyle b\!\,} in {\displaystyle c\!\,} enaki nič, je izomorfna {\displaystyle {\mathfrak {so}}(3)\!\,}.
Polna Lorentzeva grupa {\displaystyle \operatorname {O} (1,3)\!\,}, prava Lorentzeva grupa {\displaystyle \operatorname {SO} (1,3)\!\,} in prava ortokrona Lorentzeva grupa {\displaystyle \operatorname {SO} ^{+}(1,3)\!\,} (komponenta, povezana z identiteto) imajo vse isto Liejevo algebro, ki se jo običajno označi z ⁠{\displaystyle {\mathfrak {so}}(1,3)\!\,}.
Ker je identična komponenta Lorentzeve grupe izomorfna končnemu količniku {\displaystyle \operatorname {SL} (2,\mathbb {C} )\!\,} (glej zgornji razdelek o povezavi Lorentzeve grupe z Möbiusovo grupo), je Liejeva algebra Lorentzeve grupe izomorfna Liejevi algebri {\displaystyle {\mathfrak {sl}}(2,\mathbb {C} )\!\,}. Kot kompleksna Liejeva algebra je {\displaystyle {\mathfrak {sl}}(2,\mathbb {C} )\!\,} trirazsežna, vendar je šestrazsežna, če se jo gleda kot realno Liejevo algebro.

### Komutacijske relacije Lorentzeve algebre
Standardne bazne matrike se lahko indeksira kot {\displaystyle M^{\mu \nu }\!\,}, kjer {\displaystyle \mu ,\nu \!\,} zavzamejo vrednosti v {\displaystyle \{0,1,2,3\}\!\,}. Te nastanejo tako, da se za eno od {\displaystyle a,b,\cdots ,f\!\,} vzame samo ena, druge pa nič. Komponente se lahko zapiše kot:
{\displaystyle {(M^{\mu \nu })^{\rho }}_{\sigma }=\eta ^{\nu \sigma }{\delta ^{\rho }}_{\mu }-\eta ^{\mu \sigma }{\delta ^{\rho }}_{\nu }\!\,.}
Komutacijske relacije so:
{\displaystyle [M^{\mu \nu },M^{\rho \sigma }]=M^{\mu \sigma }\eta ^{\nu \rho }-M^{\nu \sigma }\eta ^{\mu \rho }+M^{\nu \rho }\eta ^{\mu \sigma }-M^{\mu \rho }\eta ^{\nu \sigma }\!\,.}
Obstajajo različne možne izbire konvencije, ki se uporabljajo. V fiziki je običajno, da se k baznim elementom vključi faktor {\displaystyle i\!\,}, kar v komutacijskih relacijah da faktor {\displaystyle i\!\,}.
Potem {\displaystyle M^{0i}\!\,} generirajo potiske in {\displaystyle M^{ij}\!\,} generirajo vrtenja.
Strukturne konstante za Lorentzevo algebro je mogoče razbrati iz komutacijskih relacij. Vsaka množica baznih elementov, ki zadoščajo tem relacijam, tvori reprezentacijo Lorentzeve algebre.

### Generatorji potiskov in vrtenj
Lorentzevo grupo se lahko razume kot podgrupo grupe difeomorfizmov v {\displaystyle \mathbb {R} ^{4}\!\,} in zato se lahko njeno Liejevo algebro identificira z vektorskimi polji na {\displaystyle \mathbb {R} ^{4}\!\,}. Še posebej so vektorji, ki generirajo izometrije na prostoru, njeni Killingovi vektorji, kar ponuja priročno alternativo levo invariantnemu vektorskemu polju za izračun Liejeve algebre. Zapiše se lahko množico šestih generatorjev:
- vektorska polja na {\displaystyle \mathbb {R} ^{4}\!\,}, ki generirajo tri vrtenja {\displaystyle i\mathbf {J} \!\,},
{\displaystyle -y\partial _{x}+x\partial _{y}\equiv iJ_{z}~,\qquad -z\partial _{y}+y\partial _{z}\equiv iJ_{x}~,\qquad -x\partial _{z}+z\partial _{x}\equiv iJ_{y}\!\,;}
- vektorska polja na {\displaystyle \mathbb {R} ^{4}\!\,}, ki generirajo tri potiske {\displaystyle i\mathbf {K} \!\,},
{\displaystyle x\partial _{t}+t\partial _{x}\equiv iK_{x}~,\qquad y\partial _{t}+t\partial _{y}\equiv iK_{y}~,\qquad z\partial _{t}+t\partial _{z}\equiv iK_{z}\!\,.}

Zdi se, da faktor {\displaystyle i\!\,} zagotavlja, da so generatorji vrtenj hermitski.
Morda je koristno na kratko spomniti, kako iz vektorskega polja dobiti enoparametrično grupo, zapisano v obliki linearnega parcialnega diferencialnega operatorja prvega reda, kot je:
{\displaystyle {\mathcal {L}}=-y\partial _{x}+x\partial _{y}\!\,.}
Ustrezni problem začetnih vrednosti (upoštevaj {\displaystyle r=(x,y)\!\,} kot funkcijo skalarja {\displaystyle \lambda \!\,} in reši {\displaystyle \partial _{\lambda }r={\mathcal {L}}r\!\,} z nekaterimi začetnimi pogoji) je:
{\displaystyle {\frac {\partial x}{\partial \lambda }}=-y,\;{\frac {\partial y}{\partial \lambda }}=x,\;x(0)=x_{0},\;y(0)=y_{0}\!\,.}
Rešitev se lahko zapiše kot:
{\displaystyle x(\lambda )=x_{0}\cos \lambda -y_{0}\sin \lambda ,\;y(\lambda )=x_{0}\sin \lambda +y_{0}\cos \lambda \!\,,}
ali:
{\displaystyle {\begin{bmatrix}t\\x\\y\\z\end{bmatrix}}={\begin{bmatrix}1&0&0&0\\0&\cos(\lambda )&-\sin(\lambda )&0\\0&\sin(\lambda )&\cos(\lambda )&0\\0&0&0&1\end{bmatrix}}{\begin{bmatrix}t_{0}\\x_{0}\\y_{0}\\z_{0}\end{bmatrix}}\!\,,}
kjer se zlahka prepozna enoparametrično matrično grupo vrtenj {\displaystyle \exp(i\lambda J_{z})\!\,} okrog osi {\displaystyle z\!\,}.
Z odvajanjem glede na grupni parameter {\displaystyle \lambda \!\,} in postavitvijo {\displaystyle \lambda =0\!\,} se v tem rezultatu dobi standardno matriko:
{\displaystyle iJ_{z}={\begin{bmatrix}0&0&0&0\\0&0&-1&0\\0&1&0&0\\0&0&0&0\end{bmatrix}}\!\,,}
ki odgovarja vektorskemu polju s katerim se je začelo. To ponazarja, kako prehajati med reprezentacijami matrik in vektorskih polj elementov Liejeve algebre. Eksponentna preslikava igra to posebno vlogo ne le za Lorentzevo grupo, temveč za Liejeve grupe na splošno.
Če se postopek v prejšnjem razdelku obrne, se vidi, da Möbiusove transformacije, ki ustrezajo šestim generatorjem, izhajajo iz potencioniranja {\displaystyle \eta /2\!\,} (za tri potiske) oziroma {\displaystyle i\theta /2\!\,} (za tri vrtenja) treh Paulijevih matrik:
{\displaystyle \sigma _{1}={\begin{bmatrix}0&1\\1&0\end{bmatrix}},\;\;\sigma _{2}={\begin{bmatrix}0&-i\\i&0\end{bmatrix}},\;\;\sigma _{3}={\begin{bmatrix}1&0\\0&-1\end{bmatrix}}\!\,.}

### Generatorji Möbiusove grupe
Druga generatorska množica nastane preko izomorfizma Möbiusove grupe. Naslednja razpredelnica navaja šest generatorjev, v katerih
- prvi stolpec prikazuje generator toka pod Möbiusovim delovanjem (po stereografski projekciji iz Riemannove sfere) kot realno vektorsko polje na evklidski ravnini.
- drugi stolpec prikazuje ustrezno enoparametrično podgrupo Möbiusovih transformacij.
- tretji stolpec prikazuje ustrezno enoparametrično podgrupo Lorentzevih transformacij (slika pod homomorfizmom prejšnje enoparametrične podgrupe).
- četrti stolpec prikazuje ustrezni generator toka pod Lorentzevim delovanjem kot realno vektorsko polje na prostoru-času Minkowskega.

Upoštevati je treba, da generatorji sestavljajo:
- dve paraboli (ničelna vrtenja)
- ena hiperbolična (potisk v smeri {\displaystyle \partial _{z}\!\,})
- tri elipse (vrtenja okrog osi {\displaystyle x,y,z\!\,})

| vektorsko polje na {\displaystyle \mathbb {R} ^{2}\!\,}                       | enoparametrična podgrupa {\displaystyle \operatorname {SL} (2,\mathbb {C} )\!\,} – predstavlja Möbiusove transformacije                                                                                          | enoparametrična podgrupa {\displaystyle \operatorname {SO} ^{+}(1,3)\!\,} – predstavlja Lorentzeve transformacije                                                                                                  | vektorsko polje na {\displaystyle \mathbb {R} ^{1,3}\!\,}                                                       |
| parabolični                                                                   | parabolični | parabolični | parabolični |
| ----------------------------------------------------------------------------- | --- | --- | --- |
| {\displaystyle \partial _{u}\!\,}                                             | {\displaystyle {\begin{bmatrix}1&\alpha \\0&1\end{bmatrix}}\!\,} | {\displaystyle {\begin{bmatrix}1+{\frac {1}{2}}\alpha ^{2}&\alpha &0&-{\frac {1}{2}}\alpha ^{2}\\\alpha &1&0&-\alpha \\0&0&1&0\\{\frac {1}{2}}\alpha ^{2}&\alpha &0&1-{\frac {1}{2}}\alpha ^{2}\end{bmatrix}}\!\,} | {\displaystyle {\begin{aligned}X_{1}=x&(\partial _{t}+\partial _{z})+{}\\&(t-z)\partial _{x}\end{aligned}}\!\,} |
| {\displaystyle \partial _{v}\!\,}                                             | {\displaystyle {\begin{bmatrix}1&i\alpha \\0&1\end{bmatrix}}\!\,} | {\displaystyle {\begin{bmatrix}1+{\frac {1}{2}}\alpha ^{2}&0&\alpha &-{\frac {1}{2}}\alpha ^{2}\\0&1&0&0\\\alpha &0&1&-\alpha \\{\frac {1}{2}}\alpha ^{2}&0&\alpha &1-{\frac {1}{2}}\alpha ^{2}\end{bmatrix}}\!\,} | {\displaystyle {\begin{aligned}X_{2}=y&(\partial _{t}+\partial _{z})+{}\\&(t-z)\partial _{y}\end{aligned}}\!\,} |
| hiperbolični                                                                  | | | |
| {\displaystyle {\frac {1}{2}}\left(u\partial _{u}+v\partial _{v}\right)\!\,}  | {\displaystyle {\begin{bmatrix}\exp \left({\frac {\eta }{2}}\right)&0\\0&\exp \left(-{\frac {\eta }{2}}\right)\end{bmatrix}}\!\,}                                                                                | {\displaystyle {\begin{bmatrix}\cosh \eta &0&0&\sinh \eta \\0&1&0&0\\0&0&1&0\\\sinh \eta &0&0&\cosh \eta \end{bmatrix}}\!\,}                                                                                       | {\displaystyle X_{3}=z\partial _{t}+t\partial _{z}\!\,}                                                         |
| eliptični                                                                     | | | |
| {\displaystyle {\frac {1}{2}}\left(-v\partial _{u}+u\partial _{v}\right)\!\,} | {\displaystyle {\begin{bmatrix}\exp \left({\frac {i\theta }{2}}\right)&0\\0&\exp \left({\frac {-i\theta }{2}}\right)\end{bmatrix}}\!\,}                                                                          | {\displaystyle {\begin{bmatrix}1&0&0&0\\0&\cos \theta &-\sin \theta &0\\0&\sin \theta &\cos \theta &0\\0&0&0&1\end{bmatrix}}\!\,}                                                                                  | {\displaystyle X_{4}=-y\partial _{x}+x\partial _{y}\!\,}                                                        |
| {\displaystyle {\frac {v^{2}-u^{2}-1}{2}}\partial _{u}-uv\,\partial _{v}\!\,} | {\displaystyle {\begin{bmatrix}\cos \left({\frac {\theta }{2}}\right)&-\sin \left({\frac {\theta }{2}}\right)\\\sin \left({\frac {\theta }{2}}\right)&\cos \left({\frac {\theta }{2}}\right)\end{bmatrix}}\!\,}  | {\displaystyle {\begin{bmatrix}1&0&0&0\\0&\cos \theta &0&\sin \theta \\0&0&1&0\\0&-\sin \theta &0&\cos \theta \end{bmatrix}}\!\,}                                                                                  | {\displaystyle X_{5}=-x\partial _{z}+z\partial _{x}\!\,}                                                        |
| {\displaystyle uv\,\partial _{u}+{\frac {1-u^{2}+v^{2}}{2}}\partial _{v}\!\,} | {\displaystyle {\begin{bmatrix}\cos \left({\frac {\theta }{2}}\right)&i\sin \left({\frac {\theta }{2}}\right)\\i\sin \left({\frac {\theta }{2}}\right)&\cos \left({\frac {\theta }{2}}\right)\end{bmatrix}}\!\,} | {\displaystyle {\begin{bmatrix}1&0&0&0\\0&1&0&0\\0&0&\cos \theta &-\sin \theta \\0&0&\sin \theta &\cos \theta \end{bmatrix}}\!\,}                                                                                  | {\displaystyle X_{6}=-z\partial _{y}+y\partial _{z}\!\,}                                                        |

#### Rešeni zgled: vrtenje okrog osiy
Začne se z:
{\displaystyle \sigma _{2}={\begin{bmatrix}0&i\\-i&0\end{bmatrix}}\!\,.}
Izraz se potencira:
{\displaystyle \exp \left({\frac {i\theta }{2}}\,\sigma _{2}\right)={\begin{bmatrix}\cos \left({\frac {\theta }{2}}\right)&-\sin \left({\frac {\theta }{2}}\right)\\\sin \left({\frac {\theta }{2}}\right)&\cos \left({\frac {\theta }{2}}\right)\end{bmatrix}}\!\,.}
Ta element {\displaystyle \operatorname {SL} (2,\mathbb {C} )\!\,} predstavlja enoparametrično podgrupo (eliptičnih) Möbiusovih transformacij:
{\displaystyle \xi \mapsto \xi '={\frac {\cos \left({\frac {\theta }{2}}\right)\,\xi -\sin \left({\frac {\theta }{2}}\right)}{\sin \left({\frac {\theta }{2}}\right)\,\xi +\cos \left({\frac {\theta }{2}}\right)}}\!\,.}
Nato:
{\displaystyle \left.{\frac {\operatorname {d} \xi '}{\operatorname {d} \theta }}\right|_{\theta =0}=-{\frac {1+\xi ^{2}}{2}}\!\,.}
Ustrezno vektorsko polje na {\displaystyle \mathbb {C} \!\,} (ki se ga ima za sliko {\displaystyle S^{2}\!\,} v stereografski projekciji) je:
{\displaystyle -{\frac {1+\xi ^{2}}{2}}\,\partial _{\xi }\!\,.}
Če se zapiše {\displaystyle \xi =u+iv\!\,}, to postane vektorsko polje na {\displaystyle \mathbb {R} ^{2}\!\,}:
{\displaystyle -{\frac {1+u^{2}-v^{2}}{2}}\,\partial _{u}-uv\,\partial _{v}\!\,.}
Če se vrne k elementu {\displaystyle \operatorname {SL} (2,\mathbb {C} )\!\,}, se zapiše delovanje {\displaystyle X\mapsto PXP^{\dagger }\!\,} in zbere člene, se ugotovi, da je slika pod spinorsko preslikavo element {\displaystyle \operatorname {SO} ^{+}(1,3)\!\,}:
{\displaystyle {\begin{bmatrix}1&0&0&0\\0&\cos \theta &0&\sin \theta \\0&0&1&0\\0&-\sin \theta &0&\cos \theta \end{bmatrix}}\!\,.}
Z odvajanjem glede na {\displaystyle \theta \!\,} pri {\displaystyle \theta =0\!\,} se dobi ustrezno vektorsko polje na {\displaystyle \mathbb {R} ^{1,3}\!\,}:
{\displaystyle z\partial _{x}-x\partial _{z}\!\,.}
To je očitno generator vrtenja v nasprotni smeri urinega kazalca okrog osi {\displaystyle y\!\,}.

## Podgrupe Lorentzeve grupe
Podalgebre Liejeve algebre Lorentzeve grupe je mogoče našteti do konjugacije, iz česar je mogoče našteti zaprte podgrupe omejene Lorentzeve grupe do konjugacije. (Za podrobnosti glej spodaj navedeno Hallovo knjigo.) Te je mogoče enostavno izraziti z generatorji {\displaystyle X_{n}\!\,}, navedenimi v zgornji razpredelnici.
Enorazsežne podalgebre seveda ustrezajo štirim razredom konjugacije elementov Lorentzeve grupe:
- {\displaystyle X_{1}\!\,} generira enoparametrično podalgebro parabol {\displaystyle \operatorname {SO} (0,1)\!\,},
- {\displaystyle X_{3}\!\,} generirar enoparametrično podalgebro potiskov {\displaystyle \operatorname {SO} (1,1)\!\,},
- {\displaystyle X_{4}\!\,} generira enoparametrično podalgebro vrtenj {\displaystyle \operatorname {SO} (2)\!\,},
- {\displaystyle X_{3}+aX_{4}\!\,} (za poljubni {\displaystyle a\neq 0\!\,}) generira enoparametrično podalgebro loksodromskih transformacij.

(Strogo gledano slednje ustreza neskončno mnogo razredom, saj različni {\displaystyle a\!\,} dajejo različne razrede.) Dvorasežne podalgebre so:
- {\displaystyle X_{1},X_{2}\!\,} generira Abelovo podalgebro, ki jo sestavljajo izključno parabole,
- {\displaystyle X_{1},X_{3}\!\,} generira neabelovsko podalgebro, izomorfno Liejevi algebri afine grupe {\displaystyle \operatorname {Aff} (1)\!\,},
- {\displaystyle X_{3},X_{4}\!\,} generira Abelovo podalgebro, ki jo sestavljajo potiski, vrtenja in loksodrome, in vse si delijo isti par negibnih točk.

Trirazsežne podalgebre uporabljajo Bianchijevo klasifikacijsko shemo:
- {\displaystyle X_{1},X_{2},X_{3}\!\,} generira Bianchijevo V podalgebro, izomorfno Liejevi algebri {\displaystyle \operatorname {Hom} (2)\!\,}, grupi evklidskih homotetij,
- {\displaystyle X_{1},X_{2},X_{4}\!\,} generira Bianchijevo VII0 podalgebro, izomorfno Liejevi algebri {\displaystyle \operatorname {E} (2)\!\,}, evklidski grupi,
- {\displaystyle X_{1},X_{2},X_{3}+aX_{4}\!\,}, kjer je {\displaystyle a\neq 0\!\,}, generira Bianchijevo VIIa podalgebro,
- {\displaystyle X_{1},X_{3},X_{5}\!\,} generira Bianchijevo VIII podalgebro, izomorfno Liejevi algebri {\displaystyle \operatorname {SL} (2,\mathbb {R} )\!\,}, grupi izomerij hiperbolične ravnine,
- {\displaystyle X_{4},X_{5},X_{6}\!\,} generira Bianchijevo IX podalgebro, izomorfno Liejevi algebri {\displaystyle \operatorname {SO} (3)\!\,}, rotacijski grupi.

Bianchijevi tipi se nanašajo na klasifikacijo trirazsežnih Liejevih algebr italijanskega matematika Luigija Bianchija.
Vse širirazsežne podlgebre so konjugirane z:
- {\displaystyle X_{1},X_{2},X_{3},X_{4}\!\,} generira podalgebro, izomorfno Liejevi algebri {\displaystyle \operatorname {Sim} (2)\!\,}, grupi evklidskih podobnosti.

Podalgebre tvorijo mrežo (glej sliko) in vsaka podalgebra s potenciranjem generira zaprto podgrupo omejene Liejeve grupe. Iz teh je mogoče vse podgrupe Lorentzeve grupe, do konjugacije, sestaviti z množenjem z enim od elementov Kleinove četverne grupe.
Kot pri vsaki povezani Liejevi grupi so tudi prostori kosetov zaprtih podgrup omejene Lorentzeve grupe ali homogeni prostori precej matematično zanimivi. Nekaj kratkih opisov:
- grupa {\displaystyle \operatorname {Sim} (2)\!\,} je stabilizator ničelne premice, to je točke na Riemannovi sferi – zato je homogeni prostor {\displaystyle \operatorname {S0} ^{+}(1,3)/\operatorname {Sim} (2)\!\,} Kleinova geometrija, ki predstavlja konformno geometrijo na sferi {\displaystyle S^{2}\!\,}.
- (identična komponenta) evklidske grupe {\displaystyle \operatorname {SE} (2)\!\,} je stabilizator ničelnega vektorja, zato je homogeni prostor {\displaystyle \operatorname {SO} ^{+}(1,3)/\operatorname {SE} (2)\!\,} prostor gibalne količine brezmasnega delca – geometrijsko ta Kleinova geometrija predstavlja degenerirano geometrijo svetlobnega stožca v prostoru-času Minkowskega.
- rotacijska grupa {\displaystyle \operatorname {SO} (3)\!\,} je stabilizator časovnopodobnega vektorja, tako da je homogeni prostor {\displaystyle \operatorname {S0} ^{+}(1,3)/\operatorname {SO} (3)\!\,} prostor gibalne količine brezmasnega delca – geometrijsko ta prostor ni nič drugega kot trirazsežni hiperbolični prostor {\displaystyle \mathbb {H} ^{3}\!\,}.

## Posplošitev na višje razsežnosti
Koncept Lorentzeve grupe ima naravno posplošitev na prostor-čas poljubnega števila razsežnosti. Matematično je Lorentzeva grupa {\displaystyle (n+1)\!\,}-razsežnega prostora Minkowskega nedoločena ortogonalna grupa {\displaystyle \operatorname {O} (n,1)\!\,} linearnih transformacij {\displaystyle \mathbb {R} ^{n+1}\!\,}, ki ohranja kvadratno formo:
{\displaystyle (x_{1},x_{2},\ldots ,x_{n},x_{n+1})\mapsto x_{1}^{2}+x_{2}^{2}+\cdots +x_{n}^{2}-x_{n+1}^{2}\!\,.}
Grupa {\displaystyle \operatorname {O} (1,n)\!\,} ohranja kvadratno formo:
{\displaystyle (x_{1},x_{2},\ldots ,x_{n},x_{n+1})\mapsto x_{1}^{2}-x_{2}^{2}-\cdots -x_{n+1}^{2}\!\,.}
{\displaystyle \operatorname {O} (1,n)\!\,} je izomorfna {\displaystyle \operatorname {O} (n,1)\!\,} in obe predstavitvi Lorentzeve grupe se uporabljata v skupnosti teoretične fizike. Prva je pogostejša v literaturi, povezani z gravitacijo, druga pa v literaturi o fiziki delcev.
Običajen zapis za vektorski prostor {\displaystyle \mathbb {R} ^{n+1}\!\,}, opremljen s to izbiro kvadratne forme, je {\displaystyle \mathbb {R} ^{1,n}\!\,}.
Mnoge lastnosti Lorentzeve grupe v štirih razsežnostih (kjer je {\displaystyle n=3\!\,}) se neposredno posplošijo na poljubni {\displaystyle n\!\,}. Na primer, Lorentzeva grupa {\displaystyle \operatorname {O} (n,1)\!\,} ima štiri povezane komponente in deluje s konformnimi transformacijami na nebesni {\displaystyle (n-1)\!\,}-sferi v {\displaystyle (n+1)\!\,}-razsežnem prostoru Minkowskega. Identična komponenta {\displaystyle \operatorname {SO} ^{+}(n,1)\!\,} je {\displaystyle \operatorname {SO} (n)\!\,}-sveženj nad hiperboličnim {\displaystyle n\!\,}-prostorom {\displaystyle \mathbb {H} ^{n}\!\,}.
Nižjerazsežna primera {\displaystyle n=1\!\,} in {\displaystyle n=2\!\,} sta pogosto uporabna kot »igralna modela« za fizikalni primer {\displaystyle n=3\!\,}, medtem ko se višjerazsežne Lorentzeve grupe uporabljajo v fizikalnih teorijah, kot je teorija strun, ki predpostavljajo obstoj skritih razsežnosti. Lorentzeva grupa {\displaystyle \operatorname {O} (n,1)\!\,} je tudi izometrijska grupa {\displaystyle n\!\,}-razsežnega de Sitterovega prostora {\displaystyle dS_{n}\!\,}, ki ga je mogoče realizirati kot homogeni prostor {\displaystyle \operatorname {O} (n,1)/\operatorname {O} (n-1,1)\!\,}. Še posebej je {\displaystyle \operatorname {O} (4,1)\!\,} izometrijska grupa de Sitterovega vesolja {\displaystyle dS_{4}\!\,}, kozmološkega modela.